# Zuiveringseed
De zuiveringseed is de eed of belofte in Nederland door ministers, leden van vertegenwoordigende lichamen en hoge ambtenaren afgelegd, waarin zij zweren dat zij niemand enige gift beloofd of gegeven hebben om benoemd te worden en dat zij van niemand enige gift of belofte zullen aannemen om iets in hun ambt te doen of na te laten.
Het onderscheid tussen de zuiveringseed en de ambtseed is niet geheel scherp te maken, ook al omdat de twee in de praktijk zijn samengevoegd, zoals uit de voorbeelden hieronder blijkt. In zekere zin is alleen het eerste gedeelte van de eed, waarin bestuurders en volksvertegenwoordigers zweren of verklaren niemand enige gift beloofd of gegeven te hebben om benoemd te worden, de eigenlijke zuiveringseed. Wie dit deel van de eed valselijk aflegt, maakt zich schuldig aan meineed. Daarna zweert of belooft de functionaris ook in de toekomst geen giften te beloven of te geven. Hoewel hier geen sprake is van 'zuivering', wordt ook dit in de praktijk meestal tot de zuiveringseed gerekend. Daarna volgt dan wat men de ambtseed noemt: de functionaris zweert of belooft zijn/haar plichten getrouw na te komen en de wetten na te leven.

## Voorbeelden

### Minister, staatssecretaris, Kamerlid
Voor een minister, staatssecretaris of lid van de Eerste of Tweede Kamer luidt deze eed (Artikel 1 en 2 van de Wet beëdiging ministers en leden Staten-Generaal):
"Ik zweer (verklaar) dat ik, om tot minister/staatssecretaris/lid van de Staten-Generaal te worden benoemd, rechtstreeks noch middellijk, onder welke naam of welk voorwendsel ook, enige gift of gunst heb gegeven of beloofd.
Ik zweer (verklaar en beloof) dat ik, om iets in dit ambt te doen of te laten, rechtstreeks noch middellijk enig geschenk of enige belofte heb aangenomen of zal aannemen.
Ik zweer (beloof) trouw aan de Koning, aan het Statuut voor het Koninkrijk en aan de Grondwet.
Ik zweer (beloof) dat ik de plichten die mijn ambt mij oplegt getrouw zal vervullen.
Zo waarlijk helpe mij God almachtig! (Dat verklaar en beloof ik!)"

### Burgemeester
Een burgemeester moet op grond van artikel 65 van de Gemeentewet deze eed afleggen:
"Ik zweer (verklaar) dat ik, om tot burgemeester benoemd te worden, rechtstreeks noch middellijk, onder welke naam of welk voorwendsel ook, enige gift of gunst heb gegeven of beloofd.
Ik zweer (verklaar en beloof) dat ik, om iets in dit ambt te doen of te laten, rechtstreeks noch middellijk enig geschenk of enige belofte heb aangenomen of zal aannemen.
Ik zweer (beloof) dat ik getrouw zal zijn aan de Grondwet, dat ik de wetten zal nakomen en dat ik mijn plichten als burgemeester naar eer en geweten zal vervullen.
Zo waarlijk helpe mij God Almachtig! (Dat verklaar en beloof ik!)"
of in het Fries:
«Ik swar (ferklearje) dat ik, om ta boargemaster beneamd te wurden, streekrjocht noch midlik, ûnder wat namme of wat ferlechje ek, hokker jefte of geunst dan ek jûn of ûnthjitten haw.
Ik swar (ferklearje en ûnthjit) dat ik, om eat yn dit amt te dwaan of te litten, streekrjocht noch midlik hokker geskink of hokker ûnthjit dan ek oannommen haw of oannimme sil.
Ik swar (ûnthjit) dat ik trou wêze sil oan 'e Grûnwet, dat ik de wetten neikomme sil en dat ik myn plichten as boargemaster yn alle oprjochtens ferfolje sil.
Sa wier helpe my God Almachtich!» («Dat ferklearje en ûnthjit ik!»).

### Gezaghebber
Een gezaghebber moet op grond van artikel 77 van de WOLBES deze eed afleggen:
«Ik zweer (verklaar) dat ik, om tot gezaghebber benoemd te worden, rechtstreeks noch middellijk, onder welke naam of welk voorwendsel ook, enige gift of gunst heb gegeven of beloofd.
Ik zweer (verklaar en beloof) dat ik, om iets in dit ambt te doen of te laten, rechtstreeks noch middellijk enig geschenk of enige belofte heb aangenomen of zal aannemen.
Ik zweer (beloof) dat ik getrouw zal zijn aan de Grondwet, dat ik de wetten zal nakomen en dat ik mijn plichten als gezaghebber naar eer en geweten zal vervullen.
Zo waarlijk helpe mij God Almachtig!» (Dat verklaar en beloof ik!»).
of in het Papiaments:
«Mi ta hura (deklará) ku pa mi nombramentu den e kargo o funshon di gezaghebber mi no a duna ni primintí, ni direkta- ni indirektamente, bou di ningun nòmber ni denominashon ni preteksto, ningun regalo ni fabor.
Mi ta hura (deklará i primintí) ku mi no a risibí ni mi no a aseptá, ni lo mi no aseptá, ni direkta- ni indirektamente, ningun regalo ni ningun promesa di hasi algu o laga di hasi algu den e kargo o funshon en kuestion.
Mi ta hura (primintí) ku lo mi ta fiel na Konstitushon, ku lo mi kumpli ku lei i ku lo mi kumpli ku mi obligashonnan komo gezaghebber segun mi konsenshi i honor.
Ku Dios Todopoderoso yudami!» (Esei mi ta deklará i primintí!»).
of in het Engels:
«I swear (affirm) that I neither gave nor promised any gift or favour, either directly or indirectly, under any name or pretext whatsoever, in order to be appointed Island Governor.
I swear (affirm and promise) that I have made no gift or promise, and shall accept no gift or promise, either directly or indirectly, in order to do or to omit to do anything in the course of my duties.
I swear (promise) that I will bear allegiance to the Constitution, that I will observe the laws and that I will perform my duties as Island Governor in good faith.
So help me God Almighty! (This I affirm and promise!)

### Wethouder
Een wethouder moet op grond van artikel 41a van de Gemeentewet de volgende eed afleggen:
«Ik zweer (verklaar) dat ik, om tot wethouder benoemd te worden, rechtstreeks noch middellijk, onder welke naam of welk voorwendsel ook, enige gift of gunst heb gegeven of beloofd.
Ik zweer (verklaar en beloof) dat ik, om iets in dit ambt te doen of te laten, rechtstreeks noch middellijk enig geschenk of enige belofte heb aangenomen of zal aannemen.
Ik zweer (beloof) dat ik getrouw zal zijn aan de Grondwet, dat ik de wetten zal nakomen en dat ik mijn plichten als wethouder naar eer en geweten zal vervullen.
Zo waarlijk helpe mij God Almachtig!» («Dat verklaar en beloof ik!»)
of in het Fries:
«Ik swar (ferklearje) dat ik, om ta wethâlder beneamd te wurden, streekrjocht noch midlik, ûnder wat namme of wat ferlechje ek, hokker jefte of geunst dan ek jûn of ûnthjitten haw.
Ik swar (ferklearje en ûnthjit) dat ik, om eat yn dit amt te dwaan of te litten, streekrjocht noch midlik hokker geskink of hokker ûnthjit dan ek oannommen haw of oannimme sil.
Ik swar (ûnthjit) dat ik trou wêze sil oan 'e Grûnwet, dat ik de wetten neikomme sil en dat ik myn plichten as wethâlder yn alle oprjochtens ferfolje sil.
Sa wier helpe my God Almachtich!» («Dat ferklearje en ûnthjit ik!»).

### Eilandgedeputeerde
Een eilandgedeputeerde moet op grond van artikel 47 van de WolBES de volgende eed afleggen:
«Ik zweer (verklaar) dat ik, om tot eilandgedeputeerde benoemd te worden, rechtstreeks noch middellijk, onder welke naam of welk voorwendsel ook, enige gift of gunst heb gegeven of beloofd.
Ik zweer (verklaar en beloof) dat ik, om iets in dit ambt te doen of te laten, rechtstreeks noch middellijk enig geschenk of enige belofte heb aangenomen of zal aannemen.
Ik zweer (beloof) dat ik getrouw zal zijn aan de Grondwet, dat ik de wetten zal nakomen en dat ik mijn plichten als eilandgedeputeerde naar eer en geweten zal vervullen.
Zo waarlijk helpe mij God Almachtig!» («Dat verklaar en beloof ik!»).
of in het Papiaments:
«Mi ta hura (deklará) ku pa mi nombramentu den e kargo o funshon di diputado, mi no a duna ni primintí, ni direkta- ni indirektamente, bou di ningun nòmber ni denominashon ni preteksto, ningun regalo ni fabor.
Mi ta hura (deklará i primintí) ku mi no a risibí ni mi no a aseptá, ni lo mi no aseptá, ni direkta- ni indirektamente, ningun regalo ni ningun promesa di hasi algu o laga di hasi algu den e kargo o funshon en kuestion.
Mi ta hura (primintí) ku lo mi ta fiel na Konstitushon, ku lo mi kumpli ku lei i ku lo mi kumpli ku mi obligashonnan komo diputado segun mi konsenshi i honor.
Ku Dios Todopoderoso yudami!» (Esei mi ta deklará i primintí!»).
of in het Engels:
«I swear (affirm) that I neither gave nor promised any gift or favour, either directly or indirectly, under any name or pretext whatsoever, in order to be appointed member of the island executive.
I swear (affirm and promise) that I have made no gift or promise, and shall accept no gift or promise, either directly or indirectly, in order to do or to omit to do anything in the course of my duties.
I swear (promise) that I will bear allegiance to the Constitution, that I will observe the laws and that I will perform my duties as member of the island executive in good faith.
So help me God Almighty! (This I affirm and promise!).

### Gemeenteraadslid
Voor gemeenteraadsleden is de volgende eed voorgeschreven (Gemeentewet, artikel 14):
"Ik zweer (verklaar) dat ik, om tot lid van de raad benoemd te worden, rechtstreeks noch middellijk, onder welke naam of welk voorwendsel ook, enige gift of gunst heb gegeven of beloofd.
Ik zweer (verklaar en beloof) dat ik, om iets in dit ambt te doen of te laten, rechtstreeks noch middellijk enig geschenk of enige belofte heb aangenomen of zal aannemen.
Ik zweer (beloof) dat ik getrouw zal zijn aan de Grondwet, dat ik de wetten zal nakomen en dat ik mijn plichten als lid van de raad naar eer en geweten zal vervullen.
Zo waarlijk helpe mij God Almachtig! (Dat verklaar en beloof ik!)"
of in het Fries:
«Ik swar (ferklearje) dat ik, om ta lid fan 'e rie beneamd te wurden, streekrjocht noch midlik, ûnder wat namme of wat ferlechje ek, hokker jefte of geunst dan ek jûn of ûnthjitten haw.
Ik swar (ferklearje en ûnthjit) dat ik, om eat yn dit amt te dwaan of te litten, streekrjocht noch midlik hokker geskink of hokker ûnthjit dan ek oannommen haw of oannimme sil.
Ik swar (ûnthjit) dat ik trou wêze sil oan 'e Grûnwet, dat ik de wetten neikomme sil en dat ik myn plichten as lid fan it gemeentebestjoer yn alle oprjochtens ferfolje sil.
Sa wier helpe my God Almachtich!» («Dat ferklearje en ûnthjit ik!»).

### Eilandsraadslid
Voor eilandsraadsleden is de volgende eed voorgeschreven (WolBES, artikel 15):
«Ik zweer (verklaar) dat ik, om tot lid van de eilandsraad benoemd te worden, rechtstreeks noch middellijk, onder welke naam of welk voorwendsel ook, enige gift of gunst heb gegeven of beloofd.
Ik zweer (verklaar en beloof) dat ik, om iets in dit ambt te doen of te laten, rechtstreeks noch middellijk enig geschenk of enige belofte heb aangenomen of zal aannemen.
Ik zweer (beloof) dat ik getrouw zal zijn aan de Grondwet, dat ik de wetten zal nakomen en dat ik mijn plichten als lid van de eilandsraad naar eer en geweten zal vervullen.
Zo waarlijk helpe mij God Almachtig!» (Dat verklaar en beloof ik!»).
of in het Papiaments:
«Mi ta hura (deklará) ku pa mi nombramentu den e kargo o funshon di miembro di konseho insular mi no a duna ni primintí, ni direkta- ni indirektamente, bou di ningun nòmber ni denominashon ni preteksto, ningun regalo ni fabor.
Mi ta hura (deklará i primintí) ku mi no a risibí ni mi no a aseptá, ni lo mi no aseptá, ni direkta- ni indirektamente, ningun regalo ni ningun promesa di hasi algu o laga di hasi algu den e kargo o funshon en kuestion.
Mi ta hura (primintí) ku lo mi ta fiel na Konstitushon, ku lo mi kumpli ku lei i ku lo mi kumpli ku mi obligashonnan komo miembro di konseho insular segun mi konsenshi i honor.
Ku Dios Todopoderoso yudami!» (Esei mi ta deklará i primintí!»).
of in het Engels:
«I swear (affirm) that I neither gave nor promised any gift or favour, either directly or indirectly, under any name or pretext whatsoever, in order to be appointed member of the island council.
I swear (affirm and promise) that I have made no gift or promise, and shall accept no gift or promise, either directly or indirectly, in order to do or to omit to do anything in the course of my duties.
I swear (promise) that I will bear allegiance to the Constitution, that I will observe the laws and that I will perform my duties as member of the island council in good faith.
So help me God Almighty! (This I affirm and promise!)

### Lid van de gemeentelijke rekenkamer
Een lid van de gemeentelijke rekenkamer legt op grond van artikel 81g van de Gemeentewet de volgende eed af:
«Ik zweer (verklaar) dat ik, om tot lid van de rekenkamer benoemd te worden, rechtstreeks noch middellijk, onder welke naam of welk voorwendsel ook, enige gift of gunst heb gegeven of beloofd.
Ik zweer (verklaar en beloof) dat ik, om iets in dit ambt te doen of te laten, rechtstreeks noch middellijk enig geschenk of enige belofte heb aangenomen of zal aannemen.
Ik zweer (beloof) dat ik getrouw zal zijn aan de Grondwet, dat ik de wetten zal nakomen en dat ik mijn plichten als lid van de rekenkamer naar eer en geweten zal vervullen.
Zo waarlijk helpe mij God Almachtig!» («Dat verklaar en beloof ik!»)
of in het Fries:
«Ik swar (ferklearje) dat ik, om ta lid fan 'e rekkenkeamer beneamd te wurden, streekrjocht noch midlik, ûnder wat namme of wat ferlechje ek, hokker jefte of geunst dan ek jûn of ûnthjitten haw.
Ik swar (ferklearje en ûnthjit) dat ik, om eat yn dit amt te dwaan of te litten, streekrjocht noch midlik hokker geskink of hokker ûnthjit dan ek oannommen haw of oannimme sil.
Ik swar (ûnthjit) dat ik trou wêze sil oan 'e Grûnwet, dat ik de wetten neikomme sil en dat ik myn plichten as lid fan 'e rekkenkeamer yn alle oprjochtens ferfolje sil.
Sa wier helpe my God Almachtich!» («Dat ferklearje en ûnthjit ik!»).

### Lid van de gezamenlijke rekenkamer
Een lid van de gezamenlijke rekenkamer legt op grond van artikel 100 van de WOLBES de volgende eed af:
«Ik zweer (verklaar) dat ik, om tot lid van de gezamenlijke rekenkamer benoemd te worden, rechtstreeks noch middellijk, onder welke naam of welk voorwendsel ook, enige gift of gunst heb gegeven of beloofd.
Ik zweer (verklaar en beloof) dat ik, om iets in dit ambt te doen of te laten, rechtstreeks noch middellijk enig geschenk of enige belofte heb aangenomen of zal aannemen.
Ik zweer (beloof) dat ik getrouw zal zijn aan de Grondwet, dat ik de wetten zal nakomen en dat ik mijn plichten als lid van de gezamenlijke rekenkamer naar eer en geweten zal vervullen.
Zo waarlijk helpe mij God Almachtig!» («Dat verklaar en beloof ik!»)
of in het Papiaments:
«Mi ta hura (deklará) ku pa mi nombramentu den e kargo o funshon di kontraloria general mi no a duna ni primintí, ni direkta- ni indirektamente, bou di ningun nòmber ni denominashon ni preteksto, ningun regalo ni fabor.
Mi ta hura (deklará i primintí) ku mi no a risibí ni mi no a aseptá, ni lo mi no aseptá, ni direkta- ni indirektamente, ningun regalo ni ningun promesa di hasi algu o laga di hasi algu den e kargo o funshon en kuestion.
Mi ta hura (primintí) ku lo mi ta fiel na Konstitushon, ku lo mi kumpli ku lei i ku lo mi kumpli ku mi obligashonnan komo kontraloria general segun mi konsenshi i honor.
Ku Dios Todopoderoso yudami!» (Esei mi ta deklará i primintí!»)
of in het Engels:
«I swear (affirm) that I neither gave nor promised any gift or favour, either directly or indirectly, under any name or pretext whatsoever, in order to be appointed Member of the court of audit.
I swear (affirm and promise) that I have made no gift or promise, and shall accept no gift or promise, either directly or indirectly, in order to do or to omit to do anything in the course of my duties.
I swear (promise) that I will bear allegiance to the Constitution, that I will observe the laws and that I will perform my duties as Member of the court of audit in good faith.
So help me God Almighty! (This I affirm and promise!)

### Ambtenaar van de burgerlijke stand
Een ambtenaar van de burgerlijke stand moet bij zijn benoeming voor de rechtbank de volgende eed dan wel belofte afleggen (Artikel 16 van het Burgerlijk Wetboek Boek 1):
"Ik zweer (beloof) dat ik de betrekking van ambtenaar van de burgerlijke stand met eerlijkheid en nauwkeurigheid zal vervullen en dat ik de wettelijke voorschriften, de burgerlijke stand betreffende, met de meeste nauwgezetheid zal opvolgen; dat ik voorts, tot het verkrijgen van mijn aanstelling, middellijk noch onmiddellijk, onder enige naam of voorwendsel, aan iemand iets heb gegeven of beloofd, en dat ik, om iets in deze betrekking te doen of te laten, van niemand enige beloften of geschenken zal aannemen, middellijk of onmiddellijk. Zo waarlijk helpe mij God almachtig". ("Dat verklaar en beloof ik").

### Opsporingsambtenaar
Een opsporingsambtenaar (politieagent, marechaussee, boa) moet de volgende eed dan wel verklaring en belofte van zuivering afleggen:
'Ik zweer (verklaar), dat ik middellijk of onmiddellijk, onder welke vorm of voorwendsel ook, tot het verkrijgen mijner aanstelling aan niemand, wie hij ook zij, iets heb gegeven of beloofd, of zal geven of beloven.
Ik zweer (beloof), dat ik, om iets hoegenaamd in mijn betrekking te doen of te laten, van niemand hoegenaamd, middellijk of onmiddellijk, enige beloften of geschenken zal aannemen.
Zo waarlijk helpe mij God almachtig (Dat verklaar en beloof ik!)'
Daarna legt deze persoon een eed of belofte van trouw aan de Koning, de Grondwet, de wetten des Rijks, nakoming van voorschriften, volbrenging van opdrachten en geheimhouding af.

### Andere functies
Er zijn ook wettelijk voorgeschreven zuiverings- of aanstellings- of ambtseden voor:
- Leden provinciale staten (Provinciewet)
- Gedeputeerden
- Commissaris van de Koning (of Koningin)
- Leden van een Kiescollege voor de Eerste Kamer
- Inspecteur van de Belastingen
- Lid rekenkamer van de Provinciale Staten
- Voorzitter van een Waterschap (Waterschapswet)
- Leden algemeen bestuur van een Waterschap
- Lid Raad van State (Vicevoorzitter en staatsraden) (Wet op de Raad van State)
- Secretarissen en ambtenaren van staat (Wet op de Raad van State)
- Ambtenaren bij het ministerie van Binnenlandse Zaken en Koninkrijksrelaties (Regeling beëdiging ambtenaren)
- Notarissen

en veel andere functies.